# Cryptosphaeria subcutanea
Cryptosphaeria subcutanea är en svampart som först beskrevs av Göran Wahlenberg, och fick sitt nu gällande namn av Rappaz 1984. Cryptosphaeria subcutanea ingår i släktet Cryptosphaeria och familjen Diatrypaceae.  Arten är reproducerande i Sverige. Inga underarter finns listade i Catalogue of Life.